# Hans-Peter Lamparth

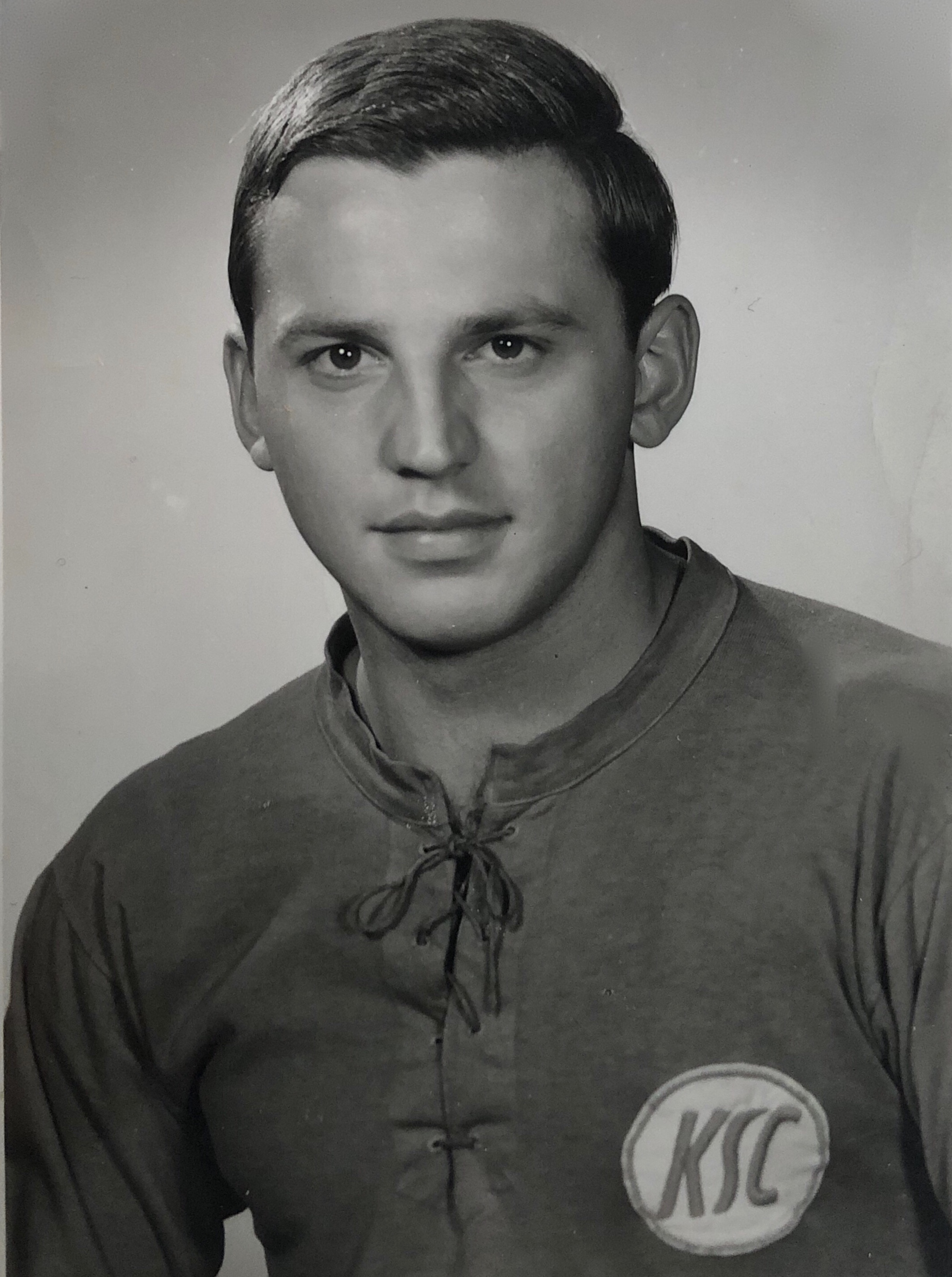
Hans-Peter Lamparth im Trikot des KSC

Hans-Peter Lamparth (* 25. August 1946 in Karlsruhe; † 17. Juni 2025) war ein ehemaliger deutscher Fußballspieler, der als Aktiver des Karlsruher SC von 1964 bis 1967 in der Fußball-Bundesliga 15 Spiele absolviert hat. Beim SV Arminia Hannover kamen von 1967 bis 1969 in der zweitklassigen Fußball-Regionalliga Nord weitere 26 Ligaspiele mit drei Toren hinzu.

## Laufbahn

### Jugend und Karlsruher SC, bis 1967
Beim ASV Durlach, am Fuße des Turmbergs, erfuhr Hans-Peter Lamparth in der Jugendabteilung des Traditionsvereins die erste fußballerische Grundausbildung. Helmuth Hodel, der spätere Spielausschussvorsitzende und 1. Vorsitzende des Karlsruher SC, holte ihn mit 15 Jahren in den Wildpark an den Adenauerring. Dort erlebte das schnelle Flügeltalent für die linke Angriffsseite an der Seite der hochtalentierten Mitspieler Willi Dürrschnabel, Udo Glaser, Rolf Kahn, Roland Weida und Horst Wild die Weiterentwicklung zu einem Spieler, der sich auch Hoffnungen zum Einsatz in der Ligaelf des KSC machen konnte. In den Jahren 1961 und 1962 gewann er mit der Karlsruher A-Jugend zwei Mal die Süddeutsche Meisterschaft. Schon im zweiten A-Jugend-Jahr wurde er in der Amateurmannschaft des badischen Bundesligisten an der Seite der Mitspieler Wolfgang Böhni, Günther Cuntz, Werner Hösl, Hans Ripp und Heinz Schrodt eingesetzt.
Die Bundesliga-Mannschaft von Trainer Kurt Sommerlatt stand nach dem 13. Spieltag der Saison 1964/65 mit 9:17 Punkten auf dem vorletzten Platz der Bundesligatabelle, nur noch der FC Schalke 04 hatte mit 7:19 Punkten zwei Zähler weniger. Zum folgenden Heimspiel am 5. Dezember 1964 gegen den 1. FC Kaiserslautern trat die KSC-Elf in der Angriffsformation mit Hartmann Madl, Otto Geisert, Klaus-Peter Jendrosch, Horst Wild und dem 18-jährigen Flügelstürmer Hans-Peter Lamparth an. Bei dem mit 6:1 Toren gewonnenen Spiel gelang Lamparth ein Bundesligadebüt nach Maß. Auch nach dem Trainerwechsel Ende Januar 1965 von Sommerlatt hin zu Helmut Schneider, gehörte das junge Offensivtalent weiterhin dem Bundesligakader des KSC an. In besonderer Erinnerung bleibt der 2:1-Auswärtserfolg am 13. Februar 1965 beim Lokalderby gegen den VfB Stuttgart. Madl und Geisert zeichneten sich dabei auf Seite der Badener als Torschützen aus. Im negativen Sinn denkwürdig wurde für den jungen Spieler das Nachholspiel am 27. Februar 1965 gegen den TSV 1860 München. Auf tiefem Schnee spielte der „Löwen“-Angriff mit Alfred Heiß, Hans Küppers, Rudi Brunnenmeier, Peter Grosser und Hans Rebele beim 9:0-Sieg wie entfesselt auf und zeigte den chancenlosen Karlsruhern, warum sie im Europapokal der Pokalsieger sich bis in das Finale vorspielen konnten. In der Berichterstattung wurde nur bei Madl und Lamparth notiert, „dass sie kämpferisch dagegen gehalten hätten“. Der KSC beendete mit einem 1:0-Auswärtserfolg in Kaiserslautern und einem 3:0-Heimsieg am 15. Mai 1965 gegen Eintracht Braunschweig eine insgesamt unbefriedigende Runde mit 24:36 Punkten auf dem 15. Tabellenplatz. Lamparth hatte dabei jeweils am linken Flügel mitgewirkt, beim 3:0-Erfolg gegen die Johannsen-Elf aus Braunschweig vor 30.000 Zuschauern im Wildparkstadion.
In die Saison 1965/66 ging Lamparth erstmals als offizieller Lizenzspieler der Wildpark-Elf. Neben den Neuzugängen aus der Fremde – Heinz Crawatzo, Arthur Dobat, Helmut Kafka, Walter Rauh –, wurden neben Lamparth auch noch die weiteren vereinseigenen Talente Eugen Ehmann, Udo Glaser, Manfred Hotz, Siegfried Kessler, Jochen Roos und Dieter Röser in den Bundesligakader von Trainer Helmut Schneider übernommen. Am Starttag der Weltmeisterschaftsrunde trat der KSC beim SC Tasmania 1900 Berlin an. Die Mannschaft aus Neukölln, war nach dem Lizenzentzug von Hertha BSC durch einen DFB-Beschluss kurzfristig ohne sportliche Qualifikation in die 1. Bundesliga aufgenommen worden. Am 14. August 1965 waren 81.000 Zuschauer im Olympiastadion bei der Bundesligapremiere gegen den Gast aus Karlsruhe vor Ort. Der Italienheimkehrer Horst Szymaniak verstärkte den Gastgeber. Lamparth stürmte am linken Flügel der Karlsruher. Mit 2:0 Toren – beide Treffer erzielte Wulf-Ingo Usbeck in der zweiten Halbzeit – gewann Tasmania das Spiel und der KSC legte einen Fehlstart mit 2:14 Punkten hin. Nach der 2:5-Niederlage am 16. Oktober 1965 wurde Trainer Schneider durch den ehemaligen Oberligaakteur Werner Roth abgelöst. Lamparth hatte es auf der Flügelposition mit der Konkurrenz durch Horst-Dieter Berking, Hans Cieslarczyk und Gerhard Kentschke zu tun. Als er sich aber eine Meniskusverletzung zugezogen hatte, war die Runde für ihn gelaufen. Durch die damals noch in den Kinderschuhen befindliche sportmedizinische Betreuung – diese musste sich im Fußballbereich durch die Fußballbundesliga erst entwickeln –, zogen sich die einschränkenden Verletzungsfolgen bis in die Runde 1966/67 hinein. Lamparth kam nach dem Spiel bei Tasmania Berlin für Karlsruhe zu keinem weiteren Bundesligaeinsatz mehr. In der Amateurmannschaft startete er 1966/67 in der 1. Amateurliga Nordbaden sein Comeback. Er konnte aber nicht verhindern, dass sein „Vorvertrag“ beim MSV Duisburg – Mannschaftskollege Horst Wild wechselte zur Runde 1967/68 an die Wedau – wegen seiner langwierigen Verletzung und der Ungewissheit seiner uneingeschränkten Belastungsfähigkeit aufgelöst wurde. Da der neue KSC-Trainer Paul Frantz für die Runde 1967/68 den französischen Nationallinksaußen Gérard Hausser nach Karlsruhe gebracht hatte, kam für Lamparth das Angebot des Meisters 1966/67 der Fußball-Regionalliga Nord, des SV Arminia Hannover, gerade zur rechten Zeit, er unterschrieb zur Runde 1967/68 bei den „Blauen“ und wechselte in die Leine-Stadt.

### Arminia Hannover, 1967 bis 1969
Trainer Hans Hipp brachte den Neuzugang aus Karlsruhe in der Mannschaft vom Stadion am Bischofsholer Damm erstmals am 27. August 1967 beim 1:1-Heimremis gegen Bergedorf 85 zum Einsatz. Gemeinsam mit den Mannschaftskameraden Helmut Fischer, Winfried Mittrowski, Klaus Forbrig, Reinhard Wasner, Hendrikus van Meteeren, Reinhold Adler und Edgar Puchmüller gelang die Titelverteidigung in der Regionalliga Nord. Punktgleich vor dem Göttingen 05 und einen Punkt vor dem VfL Wolfsburg wurde der Meistertitel verteidigt und damit in die Bundesligaaufstiegsrunde 1968 eingezogen. Wolfsburg hatte am 5. Mai das Spitzenspiel vor 12.000 Zuschauern mit 1:2 Toren gegen Göttingen verloren und musste somit spielfrei am Schlusstag der Runde – 12. Mai – zusehen, wie Arminia Hannover und Göttingen mit ihren 2:0- beziehungsweise 7:0-Erfolgen vorbeizogen und die zwei ersten Plätze belegten. In der Aufstiegsrunde kam Lamparth zu sechs Einsätzen in den Spielen gegen Kickers Offenbach, Bayer 04 Leverkusen, TuS Neuendorf und Tennis Borussia Berlin. Durch einen erneuten Meniskusschaden kam er in seiner zweiten Saison 1968/69 bei Arminia Hannover nur noch zu zehn weiteren Regionalligaeinsätzen und beendete im Sommer 1969 bereits mit 23 Jahren seine Laufbahn im Lizenzfußball.

### Amateur
Lamparth kehrte danach in seine badische Heimat nach Karlsruhe zurück, nahm beruflich seine Beschäftigung bei den Städtischen Verkehrsbetrieben (da hatte er auch die Ausbildung durchlaufen) wieder auf und betätigte sich mehrere Jahre nebenberuflich als Spielertrainer – unter anderem in Spielberg und Mörsch – im badischen Amateurbereich. In der Dokumentation von Ebner wird er beim 1. FC Pforzheim in der Runde 1973/74 als Aktiver mit 26 Ligaeinsätzen und zwei Toren in der 1. Amateurliga Nordbaden geführt. Diese Runde brachte die Besonderheit zustande, dass am Rundenende gleich fünf Mannschaften punktgleich mit jeweils 38:22 Zählern an der Spitze in Nordbaden standen. In der anschließenden Relegation setzte sich der Karlsruher FV mit 8:0 Punkten vor Spfr. Dossenheim (4:4), 1. FC Pforzheim (3:5 Punkte, 12:10 Tore), SV Sandhausen (3:5 Punkte, 6:10 Tore) und dem VfB Eppingen mit 2:6 Punkten durch. Lamparth war dabei jeweils in den Spielen gegen den Karlsruher FV (1:3), VfB Eppingen (3:4) und den SV Sandhausen (7:2) eingewechselt worden und hatte beim 1:1 in Sinsheim am 8. Mai 1974 gegen die Sportfreunde Dossenheim auf Linksaußen gestürmt.
Nach einem Achillessehnenabriss beendete er endgültig seine Karriere als Fußballer und lebte seit 1990 in einem Eigenheim in Spielberg. Er interessierte sich noch immer für den Fußball im Wildpark und hielt auch noch Kontakte zu ehemaligen Mannschaftskameraden aufrecht.